# Maclay Coast
Koordinaten: 3° 48′ S, 144° 4′ O Die Maclay Coast (deutsch Maclayküste) ist die Bezeichnung für einen Küstenabschnitt von Neuguinea, der zu Papua-Neuguinea gehört. Geographisch liegt der Abschnitt an der nordöstlichen Küste von Neuguinea östlich der Astrolabe Bay und nimmt damit im Wesentlichen die Küstenlinie der Provinz Madang ein.
Die Bezeichnung Maclayküste stammt aus der deutschen Kolonialzeit, als der betreffende Teil Neuguineas Teil des Kaiser-Wilhelms-Landes war. Namensgeber ist der russische Forschungsreisende Nikolai Nikolajewitsch Miklucho-Maklai, der die Gegend um die Astrolabe Bay von September 1871 bis Dezember 1872 eingehend und weitgehend allein erforschte. Der Begriff ist in seiner anglisierten Form bis heute gebräuchlich.

## Weblink
- Maclay Coast auf GeoNames